# Annales bleues
Ne doit pas être confondu avec Livre bleu.
Les Annales bleues, (tibétain : དེབ་ཐེར་སྔོན་པོ, Wylie : deb ther sngon po, THL : Depter Ngonpo), ouvrage terminé en 1476 et écrit en quelques années par Gö Lotsāwa Zhönnu Pel ( Wylie : gos lo tsā ba gzhon nu dpal, 1392–1481) de école karma-kagyu, est une enquête historique sur les lignées du bouddhisme tibétain et les traditions des différentes écoles au Tibet. Il est remarquable par sa perspective œcuménique  (mouvement rimé) et son exhaustivité.
Une traduction anglaise de George de Roerich avec l'aide de Gendün Chöphel a été publiée en 1949 et est depuis restée l'une des sources les plus consultées sur l'histoire du bouddhisme tibétain jusqu'au XVe siècle.
La Bibliothèque tibétaine et himalayenne travaille sur une nouvelle traduction en ligne des Annales bleues.
Un ouvrage similaire d'une période ultérieure est Crystal Mirror of Philosophical Systems ( Wylie : grub mtha' shel gyi me long) de Tuken Lozang Chökyi Nyima) achevé en 1802. Tuken favorise l'école gelugpa, mais il propose néanmoins un large éventail d'informations historiques utiles, s'appuyant fortement sur les Annales bleues.

## Chapitres
L'ouvrage comporte 15 chapitres
- Premier livre - L'histoire indienne de Shakya, le Bouddha. Chronologie imperial du Tibet, la Mongolie, la Chine.
- Deuxième livre - La diffusion des enseignements de la période tardive.
- Troisième livre - les premières traductions de tantras en langue tibétaine.
- Quatrième livre - histoire de la nouvelle école du tantra.
- Cinquième livre - histoire d'Atisha.
- Sixième livre - le traducteur Ngok Loden Sherap.
- Septième livre - raconte l'origine de la propagation du tantra au Tibet.
- Huitième livre - La tradition Dagpo Kagyu depuis Marpa Lotsawa.
- Neuvième livre - Kodrakpa et Niguma.
- Dixième livre - le Kalachakra et la distribution de cette doctrine.
- Onzième livre - Le mahamoudra.
- Douzième livre  - Les écoles de paix.
- Treizième livre - Chod et Karagpa.
- Quatorzième livre - Cycles de la grande compassion Mahakaruniki, Vadzhramaly.
- Quinzième livre - la communauté monastique des quatre écoles, l'histoire de l'impression de l'ouvrage.

## Contenu
Jens Schlieter (de), qui a étudié la justification de l'utilisation de la violence présentées dans des textes tibétains en se basant sur l'assassinat du dernier empereur du Tibet, Langdarma par le moine Lhalung Pelgyi Dorje, considéré par différentes écoles majeures comme précurseur du bouddhisme au Tibet, indique que cet épisode est relaté de façon prudente dans les Annales bleues, par opposition à d'autres ouvrages qui en font une narration très mythologique.

## Éditions
Les éditions récentes sont publiées :
- (en) George N. Roerich, The Blue Annals, New Delhi: Motilal Banarsidass, 1949 (ISBN 9788120804715, lire en ligne)
- Lokesh Chandra (Ed. & Translator) (1974). The Blue Annals. International Academy of Indian Culture, New Delhi. Cette édition est une reproduction de l'impression xylographique conservée à Dbus gtsang (Monastère de Kundeling (en  Wylie : Kun bde gling) à Lhassa). Le colophon (Chandra 970; Chengdu 1271; Roerich 1093) a été composée par le 8e Tatsak (Rta tshag) 8 Yeshe Lobsang Tenpai Gonpo (Ye shes blo bzang bstan pa’i mgon po) (1760–1810).
- (Si khron mi rigs dpe skrun khang) (1984 Chengdu, Sichuan). deb ther sngon po. deux volumes, avec pagination continue. D'après  Dan Martin (1997), cette édition moderne se base sur l'édition xylographique du monastère de Kundeling, et est collationné avec l'édition du monastère Litang Chokhor Ling ( Wylie : Dga’ ldan chos ‘khor gling[11]), (à Litang dans la province du Sichuan, dans l'ancienne province tibétaine du Kham).
- Roerich, George N. et Gedun Choepel (traducteurs) (1988). The Blue Annals par Gö Lotsawa. Motilal Banarsidass, Delhi, 1976, réimprimé en 1979. [Réimpression de la  Royal Asiatic Society of Bengal à Calcutta, 1949, en deux volumes].